# Emre Mor
Emre Mor (Brønshøj, 24. srpnja 1997.) dansko-turski je nogometaš koji trenutačno igra za turski klub Fenerbahçe. Mor je rođen kao sin turskog oca i makedonske majke u Danskoj.

## Klupska karijera
Profesionalnu karijeru je započeo u 2015. godini u FC Nordsjællandu, gdje je odigrao preko 10 ligaških utakmica. Mor je debitirao za FC Nordsjælland 28. studenog 2015. godine u danskoj Superligi. Ušao je kao zamjena za Guðmundura Þórarinssona u 84. minuti protiv Randersa. U sljedećoj ligaškoj utakmici je igrao od prve minute protiv Brøndbyja. Nakon te utakmice je produžen ugovorom s Morom. U lipnju 2016. godine je Mor potpisao petogodišnji ugovor s dortmundskom Borussijom. Nakon samo godinu dana provedenih u Borussiji Dortmund, Mor potpisuje petogodišnji ugovor za španjolsku Celtu Vigo u transferu vrijednom 13 milijuna eura. U kolovozu 2019. godine je Mor poslan na posudbu u turski Galatasaray. U istom mjesecu je turski reprezentativac debitirao za istanbulski klub u prijateljskoj utakmici protiv Panathinaikosa.

## Reprezentativna karijera
Igrao je za mlade reprezentacije Danske. U 2016. godini je ipak stigao poziv Turskog nogometnog saveza, koji je Mor prihvatio. Za tursku nogometnu reprezentaciju je debitirao u svibnju 2016. godine u prijateljskoj utakmici protiv Crne Gore u Antalyi. Turski nogometni izbornik objavio je u svibnju 2016. popis za nastup na Europskom prvenstvu u Francuskoj, na kojem je se nalazio Mor. Mor je odigrao svoju prvu utakmicu na velikom natjecanju protiv Hrvatske. U zadnjoj utakmici u skupini D je igrao protiv Češke. S pobjedom protiv Češke, Turci ipak nisu prošli u osminu finala.

### Pogodci za reprezentaciju
| #  | Datum            | Mjesto                                             | Protivnik | Pogodak | Rezultat | Natjecanje            |
| -- | ---------------- | -------------------------------------------------- | --------- | ------- | -------- | --------------------- |
| 1. | 27. ožujka 2017. | Eskişehir Yeni Atatürk Stadyumu, Eskişehir, Turska | Moldavija | 1:0     | 3:1      | Prijateljska utakmica |

## Statistika
Ažurirano 4. rujna 2017.
| Klub              | Sezona          | Liga    | Liga   | Kup     | Kup    | Europa  | Europa | Ostalo  | Ostalo | Ukupno  | Ukupno |
| Klub              | Sezona          | Nastupi | Golovi | Nastupi | Golovi | Nastupi | Golovi | Nastupi | Golovi | Nastupi | Golovi |
| ----------------- | --------------- | ------- | ------ | ------- | ------ | ------- | ------ | ------- | ------ | ------- | ------ |
| Nordsjælland      | 2015./16.       | 13      | 2      | 0       | 0      | 0       | 0      | 0       | 0      | 13      | 2      |
| Nordsjælland      | Ukupno          | 13      | 2      | 0       | 0      | 0       | 0      | 0       | 0      | 13      | 2      |
| Borussia Dortmund | 2016./17.       | 12      | 1      | 3       | 0      | 3       | 0      | 1       | 0      | 19      | 1      |
| Borussia Dortmund | Ukupno          | 12      | 1      | 3       | 0      | 3       | 0      | 1       | 0      | 19      | 1      |
| Karijera ukupno   | Karijera ukupno | 25      | 3      | 3       | 0      | 3       | 0      | 1       | 0      | 32      | 3      |

## Vanjske poveznice
- Profil na Transfermarktu
- Profil na Soccerwayu